# 數位內容系列競賽
數位內容系列競賽（英語：Digital Content Awards）是經濟部工業局為了推動數位內容產業的發展所主辦的比賽，並且依照性質的差異分成四大組，且招收的參賽對象也不同，也因此被視為是進入資訊產業的一個跳板。
在2002年時，經濟部工業局就已經宣誓該年為數位內容產業元年，因此，各家廠商與資訊界工作者無不為各項專長而努力，以力拼各項榮譽。
截至目前為止，本項競賽活動已經成功辦理五屆，並且於2007年2月6日舉行頒獎典禮，公開表揚優秀的廠商與個人參賽者，以示鼓勵。

## 競賽分組

### 數位內容雛型獎
數位內容雛型獎，全名為「國際級數位內容雛型獎」。主辦單位希望透過此項競賽，徵選以國際市場為目標、具備具體創作構想及完整開發計畫，但尚未進入正式的開發與製作的遊戲與動畫產品。
在第一屆（2002年）舉辦時，該項比賽僅有動畫組，遊戲組是在第二屆（2003年）的時候新增的。

### 數位內容產品獎
此分項比賽，是為了鼓勵台灣的業者自行開發具有商業價值及國際水準的創新數位內容產品。目前共有「數位內容組」、「創新軟體組」，與針對遊戲產業而在第五屆（2006年）設置的「遊戲之星組」，共三個分組。
- 創新軟體組：在第一屆（2002年）時，稱之「台灣創新軟體產品獎」，後來在第二屆時，將該項比賽列入「數位內容產品獎」之分組。主要是鼓勵廠商提供數位內容應用服務所需之軟體工業及平台，如：內容工具、平台軟體、內容應用軟體、內容專業服務…等。
- 數位內容組：也就是從第一屆開始被廣泛稱之的「台灣優質數位內容產品獎」，並且依照數位內容性質的不同，分為電腦動畫、數位影音應用、行動內容、網路服務等四大類。

### 遊戲之星選拔賽
此項比賽最早是1997年配合台灣電腦多媒體展舉辦之活動，是由台北市電腦公會自行舉辦，後來，在多媒體展改制，並另行籌辦「台北國際電玩展」後，受到經濟部重視，也將此項比賽列為數位內容產業發展之重要項目，並於第十一屆起，正式納入「數位內容系列競賽」的「數位內容產品獎」之範疇。

### 
此項比賽是針對Soho族、資訊工作者、大專院校學生設計的比賽，講求創意（Creative）、商業（Commercial）、廣泛（Comprehensive）、著作權（Copyright）等四要素，藉以提供國內優秀創作人才與作品的良好發佈管道，並且也是各家資訊產業相關公司行號選才的一種參考點。

## 歷屆演變
第一屆（2002年）
- 第一屆是由資訊工業策進會主辦，當時有分成「國際級數位內容動畫產品雛型獎」、「台灣創新軟體產品獎」、「台灣優質數位內容產品獎」、「4C數位創作競賽」等組，並且選出93件優良作品。[2][3]
- 為了配合「台灣數位內容元年」的相關計畫，國家年度最佳電腦遊戲競賽（即「遊戲之星選拔賽」，也就是「Game Star」）正式由經濟部工業局與台北市電腦公會聯手主辦業務，但因為配合台北國際電玩展的時程安排，因此並未納入當年的數位內容系列競賽的範圍。[4]

第二屆（2003年）
- 「國際級數位內容雛型獎」重新編制，分為動畫雛型組與遊戲雛型組，以區隔兩種不同類型的設計產業。[5]
- 「台灣創新軟體產品獎」被合併到「台灣優質數位內容產品獎」，成為該項比賽的「創新軟體組」，而原先的比賽，另外設置「數位內容組」。[5]

第三屆（2004年）
- 經濟部工業局首度與台灣微軟合作，增設「XBOX遊戲概念設計競賽」，目的是為了推廣國際標準遊戲平台的設計概念。

第四屆（2005年）
- 4C數位創作競賽活動，邀請日本南夢宮創辦人暨會長中村雅哉擔任評審。[6]

第五屆（2006年）
- 數位內容系列競賽承辦單位轉移給台北市電腦公會與台北縣電腦公會，並且將台北市電腦公會長期舉辦的「遊戲之星」軟體選拔賽納入「數位內容產品獎」的「遊戲之星組」。[7]
- 2007年，主辦單位在2月6日的頒獎典禮中，提供大會紀念雜誌《數位原創風》給現場的媒體與貴賓，並於2月8日起的台北國際電玩展進行專區的展示。

## 資料來源
1. ↑  （中文）洪鳳儀. . 數位內容新世紀. 2007年2月, (26): 12、13.
2. ↑  （中文）黃玉珍. . 綜合新聞 (經濟日報). 2002年5月15日: 6.
3. ↑  （中文）廖郁佳. . 軟體科技 (經濟日報). 2002年11月28日: 39.
4. ↑  （中文） (PDF). 《數位內容新世紀》第一期. 經濟部工業局. 2004年6月11日  [2007年2月9日]. （原始内容 (PDF)存档于2007年9月29日）.
5. 1 2  （中文）王花順. . 軟體科技 (經濟日報). 2003年4月3日: 39.
6. ↑  （中文）王純瑞. . 科技產業 (經濟日報). 2005年12月14日: 39.
7. ↑  （中文）彭子豪. . 資訊科技 (經濟日報). 2006年8月16日: A15.

## 外部連結
- 經濟部數位內容產業推動服務網 （页面存档备份，存于）（繁體中文）
- 數位內容系列競賽（繁體中文）

- 數位部修正「數位內容系列競賽獎項設置及實施要點」部分規定 （页面存档备份，存于）（繁體中文）